# Changjiang, Hainan
Changjiang, tidigare romaniserat Cheongkong, ett autonomt härad för lifolket i Hainan-provinsen i sydligaste Kina.